# Al-Mustakfi

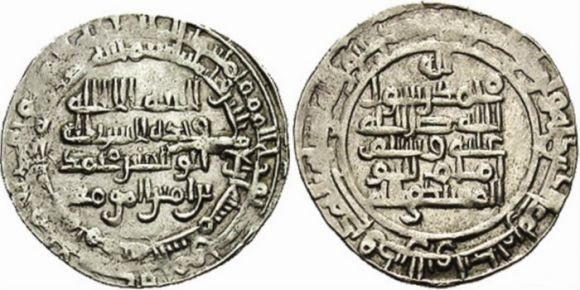
Dirham de al-Mustafki

Al-Mustakfi (árabe: عبد الله المستكفي بالله), Abu ul-Qásim Abd Al-lah al-Mustakfi bi-L-lah ibn al-Muktafi fue un califa abasí de Bagdad que gobernó en el periodo 944-946. Era hijo de al-Muktafi. Nació en 905 y murió en 950.

## Biografía
En 944, Tuzun, el emir de emires turco, le puso en el poder, muriendo poco después, y dejando como sucesor a uno de sus generales, Abu Yá'far. Bagdad estaba al borde del desastre, rodeada de enemigos que bloqueaban el aprovisionamiento y reducía a la población a comer ratas y perros. Muchos habitantes huyeron de la capital a Basora y a otras ciudades. Abu Ŷá'far, tomando conciencia de su incapacidad para reconducir la situación, llamó en su ayuda a los hamdaníes. Desgraciadamente para él, el hamdaní al-Hasan Násir al-Dawla tenía serios problemas, debiendo combatir a los rusos en Azerbaiyán, y a los ijshidíes en Siria.
El gobernador de Wasit se rindió a los buyíes y, junto con ellos, marchó sobre Bagdad. La guarnición turca huyó a Mosul; Abu Yá'far y el califa huyeron a esconderse, pero luego reaparecieron. El califa fue recibido con aparente satisfacción por los emisarios buyíes venidos para discutir las condiciones de paz, y se declaró presto a reconocerles los derechos sobre todos los territorios recientemente conquistados.

## Emirato buyí
A finales de 945, el emir buyí Áhmad reinaba en Bagdad con el título de emir de emires. El califa le dio el sobrenombre de Mu'izz ad-Dawla, y aceptó que el nombre del emir apareciera al lado del suyo en las monedas y en las oraciones públicas. Así trató de congraciarse con él, pero fue en vano, pues el emir le consideraba como una creación de los turcos, que podían volver de Mosul en cualquier momento.

## Final
En enero de 946, el emir organizó una recepción en honor de una embajada en el palacio del califa. Al-Mustakfi estaba sentado al lado del emir, cuando dos dailamitas se precipitaron para estrecharle la mano. El califa, sin sospechar nada, se la tendió, pero los dailamitas le cogieron, le amarraron con sus turbantes, y le arrastraron al palacio del emir, donde le cegaron. El emir hizo cortar la lengua a los organizadores de esta trampa. El palacio del califa fue saqueado hasta que no quedaron más que los muros desnudos. La sucesión recayó en al-Mutí, primo de al-Mustakfi, quien esperaba la ocasión desde hacía largo tiempo, y cuando los buyíes invadieron Bagdad se puso a su disposición. Esta sumisión no le valió para ser mejor tratado, pues ni siquiera tenía la posibilidad de nombrar a sus visires.

## Situación exterior
El estado lamentable del califato hizo inútil la preocupación por los acontecimientos exteriores, pues el califa apenas tenía papel que desempeñar. Un solo acontecimiento merece ser señalado en 944, cuando se le requirió como representante de la autoridad religiosa: Los bizantinos, mandados por Juan Curcuas, habían hecho tales incursiones en el Imperio, que habían alcanzado Edesa. El emir de Alepo y de Mosul, Ali Sayf ad-Dawla, no tenía más que una esperanza para salvar la ciudad: dar a los bizantinos la preciosa reliquia conservada en la catedral, llamada la Santa Faz. El permiso fue concedido por el califa, Edesa fue conservada y un gran número de prisioneros fue rescatado. Los bizantinos se retiraron y Juan Kurkuas llevó triunfalmente el Mandylion a Constantinopla el 15 de agosto de 944.